# You Never Give Me Your Money
Pistes de Abbey Road
Because Sun King
You Never Give Me Your Money est une chanson du groupe britannique les Beatles. Elle a été écrite par Paul McCartney, mais créditée Lennon/McCartney. Elle apparaît sur l’album Abbey Road sorti en 1969. Elle ouvre le fameux medley sur la face B du 33 tours original, elle est même le thème musical principal de ce medley puisqu'un couplet supplémentaire de la chanson apparait plus loin, dans Carry That Weight. 

## Genèse et enregistrement
You Never Give Me Your Money est l’essence du medley de l’album Abbey Road : elle en est l’idée de départ, elle-même composée de trois fragments musicaux distincts et son thème ainsi qu’un couplet supplémentaire reviennent plus loin vers la fin de cette pièce longue de 16 minutes, dans Carry That Weight.
L’idée même de réaliser un assemblage de chansons sur l’album à venir naît sans doute au moment même où la piste de base de You Never Give Me Your Money est enregistrée, aux studios Olympic Sound de Church Road à Londres, le 6 mai 1969, c’est-à-dire pratiquement deux mois avant que les Beatles se retrouvent à Abbey Road pour s’atteler à la réalisation de l’album dans son entier. 36 prises sont enregistrées ce jour-là avec Paul au piano et au chant, John et George à la guitare (celle-ci étant passée à travers une cabine Leslie pour lui donner un effet tournoyant) et Ringo à la batterie. Un mixage stéréo est réalisé à partir de la trentième prise, considérée comme la meilleure. À ce point, la chanson s’arrête brutalement, avant le futur One two three four five six seven....
Le 1er juillet 1969, qui marque les débuts des véritables sessions d’Abbey Road, Paul reprend la trentième prise de la bande du 6 mai et enregistre le chant principal. Les overdubs continuent le 15 (avec l’enregistrement d’un carillon pour la fin du morceau) et le 30 juillet (parties vocales), jour où tous les bouts du medley sont également assemblés pour la première fois. Son nom de travail est à ce point The Long One/Huge Melody (« la longue pièce/vaste mélodie »). Un problème surgit : comment enchaîner proprement You Never Give Me Your Money et Sun King ? Plusieurs tentatives sont effectuées, la principale étant de lier les deux chansons avec une note d’orgue. Mais ce n'est pas encore satisfaisant.
Le 31 juillet, Paul McCartney enregistre des parties de piano supplémentaires et ajoute la basse. Enfin, le 5 août, il arrive avec la solution : il a préparé quelques boucles sonores à son domicile de St. John's Wood (à moins de cinq minutes à pied des studios) qui incluent des bruits de cloches, d’oiseaux, de criquets, de bulles, qui vont servir pour assurer la transition entre son titre et le Sun King de John Lennon. Le travail sur cette transition est complété le 21 août, ainsi que le mix stéréo définitif.

## Structure musicale
You Never Give Me Your Money commence avec le piano et la voix de Paul, rejoints par la guitare de George, puis les chœurs et la batterie de Ringo sur le deuxième couplet. À environ 1:10, la deuxième partie (« out of college, money spent, see no future, pay no rent ») débute, où la voix de Paul sonne comme dans Lady Madonna. À près de 1:50, les trois Beatles chantent en chœur « Ahhhhh » avec une guitare à effet Leslie, puis à 2:10, arrivée de la partie rock (riff joué par George) : « One sweet dream, pick up the bags and get in the limousine ». Enfin, à 3:10, les Beatles chantent « one two three four five six seven... » à trois voix, qui s'estompent et les « boucles sonores » de Paul les remplacent progressivement jusqu'au début du titre suivant.
You Never Give Me Your Money revient pour un troisième couplet dans Carry That Weight, l'avant-dernier morceau du medley, cette fois accompagné d'un arrangement de cuivres et de cordes. La progression d'accords de guitare en arpèges à effet Leslie revient également pour servir d'enchaînement sur The End.

## Analyse des paroles
Dans la première partie de la chanson, Paul McCartney évoque les problèmes financiers du groupe, en expliquant qu’en guise d’argent sonnant et trébuchant, les Beatles ne voient que des « drôles de papier » (« funny papers »). George Harrison explique : « C’est exactement ce qu’on reçoit. On reçoit des bouts de papier disant combien d’argent on a gagné, ceci, cela. Mais on ne l’a jamais vu en vrai, en livres, en shillings, en pences. On a tous une grande maison, une voiture et un bureau. Mais c’est comme s’il était impossible de voir vraiment la couleur de l’argent qu’on a gagné », et Paul ajoute : « Les comptables. C’était vraiment difficile de sortir quelque chose de ces gens. Jamais les comptables ne nous laissaient entendre qu’on avait réussi ». Paul McCartney expliquera aussi qu'il a écrit  You Never Give Me Your Money en pensant à Allen Klein. Celui-ci est devenu le manager des Beatles en février 1969, engagé par ses trois camarades, mais Paul a catégoriquement refusé d'apposer sa signature en bas du contrat liant le groupe à l'homme d'affaires américain. Il le considère comme un escroc qui ne tient qu'à faire main basse sur l'argent des Beatles et les évènements futurs lui donneront raison.  
La deuxième partie est sur le même thème, elle parle de se retrouver sans le sou une fois sorti du collège, « sans futur », avec « nulle part où aller », malgré « un sentiment magique ».
Dans la troisième partie, plus rock, Paul McCartney parle de la façon dont il s’extrait de toute cette pression, ces tensions accumulées en 1968 et en 1969 : en sautant dans sa limousine avec sa nouvelle femme Linda, pour aller se perdre sur les routes de la campagne anglaise. Un doux rêve est devenu réalité (One sweet dream came true today).

## Personnel
- John Lennon – guitare solo, chœurs
- Paul McCartney – chant, piano, basse, carillon, effets sonores
- George Harrison – guitare solo, chœurs
- Ringo Starr – batterie

## Reprises par d’autres artistes
La chanson a été reprise notamment par :
- George Benson qui l'a groupé avec Golden Slumbers sur l'album The Other Side of Abbey Road (1970) ;
- Booker T. & the M.G.'s avec Because sur McLemore Avenue (1970) ;
- Sarah Vaughan en 1981 sur Songs of the Beatles ;
- Jon Anderson, Bono, Bob Geldof, Youssou N'Dour et Campino lors d'un concert en marge du sommet du G8 en 2007.
- Tenacious D en 2021 dans une chanson medley You Never Give Me Your Money/The End